# Heminoemacheilus zhengbaoshani
Heminoemacheilus zhengbaoshani är en fiskart som beskrevs av Zhu och Cao, 1987. Heminoemacheilus zhengbaoshani ingår i släktet Heminoemacheilus och familjen grönlingsfiskar. Inga underarter finns listade i Catalogue of Life.